# Edvinas
Edvinas ist ein litauischer männlicher Vorname, abgeleitet von Edwin.

## Namensträger
- Edvinas Baniulis (* 1997), Fußballspieler
- Edvinas Blažys (* 1985), Fußballspieler
- Edvinas Bračkus (* 1990), Fußballspieler
- Edvinas Dambrauskas, Fußballspieler
- Edvinas Dautartas (* 1987), Schwimmer
- Edvinas Eimontas (* 1976), Sportmanager und Fußballfunktionär
- Edvinas Gertmonas (* 1996), Fußballtorwart
- Edvinas Girdvainis (* 1993), Fußballspieler
- Edvinas Jasaitis (* 1990), Fußballspieler
- Edvinas Kerza (*  1980), Verteidigungspolitiker, Vizeminister
- Edvinas Kloniūnas (* 1998), Fußballspieler
- Edvinas Krungolcas (* 1973), Pentathlet
- Edvinas Lukoševičius (* 1978), Fußballspieler
- Edvinas Petkus (* 1991), Fußballspieler
- Edvinas Puzara (* 1996), Fußballspieler
- Edvinas Ramanauskas (* 1985), Kanute
- Edvinas Razutis (* 1992), Fußballtorwart
- Edvinas Šeškus (* 1995), Basketballspieler